# Râle du Mexique
Rallus tenuirostris
Espèce
Statut de conservation UICN

 NT  : Quasi menacé
Le Râle du Mexique (Rallus tenuirostris) est une espèce d'oiseaux de la famille des Rallidae, autrefois considérée comme une sous-espèce du Râle élégant (R. elegans).

## Répartition
Cet oiseau est endémique du Mexique.